# The Hunter: Call of the Wild
The Hunter: Call of the Wild (stylisé theHunter: Call of the Wild) est un jeu vidéo de simulation en vue subjective développé par Expansive World et édité par Avalanche Studios, sorti le 16 février 2017 sur Windows (via Steam) puis le 2 octobre de la même année sur consoles (PlayStation 4 et Xbox One).

## Système de jeu
Ce jeu est une simulation de chasse dans laquelle le joueur doit chasser des animaux, que ce soit librement ou lors de missions proposées par des PNJ, ce qui lui permet gagner de l'argent, des points d'expérience et des points de compétence. En gagnant de l'expérience, le joueur gagne des niveaux, débloque de nouvelles armes, appeaux et type de munitions qu'il peut ensuite acheter avec l'argent. Les points de compétence, eux, servent à débloquer des compétences de chasseur pour traquer, identifier et chasser les animaux plus facilement.
Le jeu de base propose deux cartes : l'une en Europe, l'autre en Amérique du Nord. Par ailleurs plusieurs cartes sont proposées sous forme de DLC payants. Chaque carte est séparée en diverses zones dans lesquelles le joueur pourra trouver des tours d'observations, des bâtiments de chasse (permettant de se rééquiper ou de se reposer, faire des voyages rapides), des abris de chasseur qu'il devra débloquer avec de l'argent ainsi que des points d'intérêt (zone de repos ou de nourriture des animaux ou lieux particuliers). Chaque endroit révélé donne des points d'expérience. Chaque zone est composée de diverses espèces d'animaux.
Les animaux peuvent être touchés sur plusieurs parties du corps et leurs organes internes endommagés par les tirs. L'animal perdra alors plus ou moins de sang, ce qui aura un impact sur le temps qu'il faut pour qu'il meurt et la distance à laquelle le joueur devra le poursuivre pour confirmer sa prise.
Le challenge réside dans le fait que les animaux peuvent détecter le joueur par le bruit de ses pas, en le voyant ou en le sentant.

## DLC
De nombreux DLC, le plus souvent payants, permettent d'obtenir, outre les cartes, des équipements supplémentaires (armes, quad...). Le 30 mars 2021 paraît le DLC Bloodhound introduisant des chiens dans theHunter: Call of the Wild. En l’occurrence il s'agit de Saint-Hubert qui permettent dans le jeu la recherche au sang.
Les cartes de bases sont Hirschfelden (HF) en Europe centrale et Layton Lakes (LL) dans le Nord-Ouest Pacifique. Les cartes supplémentaires sont surlignées en vert dans la liste ci-dessous, les DLC cosmétiques en jaune.
| Nom du DLC                              | Date de sortie    | Description |
| --------------------------------------- | ----------------- | --- |
| 2017                                    |                   | |
| Bearclaw Lite Compound Bow              | 16 mars 2017      | Arc à poulies (DLC gratuit). |
| Facing the Wild 1                       | 18 avril 2017     | Nouveaux visages pour le personnage joué (DLC gratuit). |
| Tents & Ground Blinds                   | 27 avril 2017     | Tente et affût terrestre. |
| Shooting Range                          | 29 mai 2017       | Stand de tir (DLC gratuit). |
| ATV SABER 4X4                           | 15 juin 2017      | Quad. |
| Backpacks                               | 31 août 2017      | Sac à dos (DLC gratuit). |
| Medved-Taiga                            | 17 octobre 2017   | Nouvelle carte en Sibérie : Medved Taïga (MT). |
| 2018                                    |                   | |
| Weapon Pack 1                           | 18 mars 2018      | Nouvelles armes : carabine 22LR, arbalète, arc composite. |
| New Species 2018                        | 12 avril 2018     | Nouvelles espèces : Gemsbok, lièvre de Townsend, colvert et bernache du Canada (DLC gratuit).                                                                                         |
| Wild Goose Chase Gear                   | 12 juin 2018      | Fusil juxtaposé calibre 20, leurres pour bernaches et affût couché. |
| Vurhonga Savanna                        | 30 août 2018      | Nouvelle carte en Afrique australe : Vurhonga Savanna (VS), carabine juxtaposée .470 (en).                                                                                            |
| Duck and Cover Pack                     | 27 septembre 2018 | Fusil semi-automatique calibre 20, formes pour colverts et affût à oiseaux aquatiques.                                                                                                |
| Parque Fernando                         | 13 décembre 2018  | Nouvelle carte en Patagonie : Parque Fernando (PF). |
| 2019                                    |                   | |
| New Species 2019                        | 5 février 2019    | Nouvelle espèce : Lion (DLC Gratuit). |
| Weapon Pack 2                           | 28 février 2019   | Fusil mixte (drilling) calibre 16 et 9.3x74R, carabine 7.62x54R et révolver .410/.45.                                                                                                 |
| Trophy Lodge Spring Creek Manor         | 11 avril 2019     | Loge de trophées (manoir de Spring Creek). |
| TruRACS                                 | 7 mai 2019        | True Random Antler Configuration System (système de configuration aléatoire des bois), nouveau système de configuration des bois (puis des cornes) de certains animaux (DLC gratuit). |
| Treestand & Tripod Pack                 | 3 juin 2019       | Trépieds et miradors. |
| Yukon Valley                            | 25 juin 2019      | Nouvelle carte au Yukon : Yukon Valley (YV), carabine à verrou .300. |
| Weapon Pack 3                           | 1er août 2019     | Nouvelles armes : carabine à air comprimé .45, carabine à verrou .30-06 et pistolet .22LR.                                                                                            |
| High-Tech Hunting Pack                  | 18 septembre 2019 | Jumelles et lunette de vision nocturne, arc à poulies, mire à télémètre pour arc et flèches traceuses.                                                                                |
| Saseka Safari Trophy Lodge              | 14 novembre 2019  | Loge de trophée (Loge de Safari Saseka). |
| Cuatro Colinas Game Reserve             | 10 décembre 2019  | Nouvelle carte en Espagne : Cuatro Colinas (CC), carabine à verrou 6,5 mm. |
| 2020                                    |                   | |
| Smoking Barrels Weapon Pack             | 26 mars 2020      | Nouvelles armes : fusil à chargement par la bouche, M1 Garand et fusil à levier calibre 10.                                                                                           |
| Silver Ridge Peaks                      | 23 juin 2020      | Nouvelle carte dans les Montagnes rocheuses : Silver Ridge Peaks (SRP), arc long. |
| Remi Warren                             | 10 novembre 2020  | Nouveau personnage jouable (DLC cosmétique gratuit). |
| Free Species: European Rabbit           | 13 novembre 2020  | Nouvelle espèce : Lapin de garenne (DLC gratuit). |
| Te Awaroa National Park                 | 10 décembre 2020  | Nouvelle carte en Nouvelle-Zélande : Te Awaroa (TA), carabine à verrou .303. |
| 2021                                    |                   | |
| Bloodhound                              | 30 mars 2021      | Ajout de chiens : Chien de Saint-Hubert. |
| Rancho del Arroyo                       | 29 juin 2021      | Nouvelle carte au Mexique : Rancho del Arroyo (RDA), fusil à pompe calibre 16. |
| Mississippi Acres Preserve              | 7 décembre 2021   | Nouvelle carte dans le Sud des États-Unis : Mississippi Acres Preserve (MAP), carabine à verrou .22 Hornet.                                                                           |
| 2022                                    |                   | |
| Modern Rifle Pack                       | 22 février 2022   | Nouvelles armes : 3 carabines semi-automatiques type fusil d’assaut en calibres .22LR, .223 et .308.                                                                                  |
| Revontuli Coast                         | 28 juin 2022      | Nouvelle carte en Finlande : Revontuli Coast (RC), affût à oiseaux aquatique. |
| Assorted Sidearms Pack                  | 27 septembre 2022 | Nouvelles armes : 3 armes de poing (Pistolet semi-automatique 10 mm, pistolet monocoup .243, revolver classique du Far West .45).                                                     |
| New England Mountains                   | 6 décembre 2022   | Nouvelle carte en Nouvelle-Angleterre : New England Mountains (NEM), fusil à chargement par la bouche moderne.                                                                        |
| New England Scout Cosmetic Pack         | 6 décembre 2022   | Palette de couleurs pour personnaliser les armes (DLC cosmétique gratuit). |
| New England Veteran Cosmetic Pack       | 6 décembre 2022   | Palette de couleurs pour personnaliser les armes. |
| 2023                                    |                   | |
| Hunter Power Pack                       | 14 mars 2023      | Nouvelles armes : Carabines à verrou Tsurugi LRR .338, Malmer 7mm Magnum, Olsson modèle 23.                                                                                           |
| Hirschfelden Veteran Cosmetic Pack      | 14 mars 2023      | Palette de couleurs pour personnaliser les armes. |
| Emerald Coast Australia                 | 20 juin 2023      | Nouvelle carte en Australie : Emerald Coast Australia (ECA), carabine à verrou Zagan Varminter .22-250.                                                                               |
| Layton Lake Cosmetic Pack               | 20 juin 2023      | Palette de couleurs pour personnaliser divers objets. |
| Ambusher Pack                           | 10 octobre 2023   | Appeau électronique, carabine à levier Moradi modèle 1894 (.44 magnum), arc recourbé Stenberg Takedown.                                                                               |
| Medved-Taiga Cosmetic Pack              | 10 octobre 2023   | Palette de couleurs pour personnaliser divers objets. |
| Vurhonga Savanna Cosmetic Pack          | 10 octobre 2023   | Palette de couleurs pour personnaliser divers objets. |
| Parque Fernando Cosmetic Pack           | 10 octobre 2023   | Palette de couleurs pour personnaliser divers objets. |
| Labrador Retriever                      | 28 novembre 2023  | Nouveau chien : Labrador retriever. |
| 2024                                    |                   | |
| High Caliber Weapon Pack                | 12 mars 2024      | Nouvelles armes : Arzyna .300 Mag Tactical (plate-forme AR), .45-70 Jernberg Superior (arme de poing), Strandberg CAL.10 Executive (fusil semi-automatique).                          |
| Emerald Coast Cosmetic Pack             | 12 mars 2024      | Palette de couleurs pour personnaliser divers objets. |
| Sundarpatan Nepal Hunting Reserve       | 18 juin 2024      | Nouvelle carte au Népal : Sundarpatan Nepal Hunting Reserve (SNHR), carabine Gahendra (en) .577/450 (en).                                                                             |
| Sundarpatan Cosmetic Pack               | 18 juin 2024      | Palette de couleurs pour personnaliser divers objets. |
| Scopes and Crosshairs Pack              | 24 septembre 2024 | Nouvelles lunettes pour carabine et fusil ou arme de poing, personnalisation des réticules, mise à jour de l'appeau électronique.                                                     |
| Salzwiesen Park                         | 3 décembre 2024   | Nouvelle mini-carte au Schleswig-Holstein en Allemagne : Salzwiesen Park (SWP), fusil superposé calibre 10.                                                                           |
| Hunters' Choice: Bolt-Action Rifle Pack | 3 décembre 2024   | Nouvelles armes : carabines à verrou calibre .300 (en) .450 (en) et .375. |
| German Shorthaired Pointer              | 3 décembre 2024   | Nouveau chien : Braque allemand à poil court. |
| Rapid Hunt Rifle Pack                   | 25 mars 2025      | Nouvelles armes : carabines semi-automatiques Quist Reaper (7,62 × 39), Hansson (.30-06) et Perry (.308).                                                                             |
| Alberta Hunting Preserve                | 17 juin 2025      | Nouvelle carte en Alberta au Canada : Askiy Ridge (AR), carabine à levier Laperriere Outrider .30-30.                                                                                 |

## Animaux
Le jeu propose de chasser de nombreux animaux. Les noms repris dans cette liste sont ceux utilisés dans le jeu.

## Accueil
- Canard PC : 6/10[59]
- ActuGaming.net : 7.5/10[1]